# Intermittierendes Fasten
Intermittierendes Fasten (lateinisch intermittere ‚unterbrechen‘, ‚aussetzen‘), Intervallfasten oder Kurzzeitfasten ist die Bezeichnung für eine Ernährungsform, bei der ständig, in einem bestimmten Rhythmus, zwischen Zeiten der normalen Nahrungsaufnahme und des Fastens gewechselt wird. Beim Menschen gibt es trotz zahlreicher Studien keinen hinreichenden Beleg für einen gesundheitlichen Vorteil gegenüber anderen Ernährungsweisen mit identischer Energiezufuhr.

## Beschreibung
Beim intermittierenden Fasten folgen auf Zeitabschnitte ohne Nahrungsaufnahme Phasen mit normaler Ernährung. Der Rhythmus zwischen normaler Nahrungsaufnahme und Fasten ist dabei häufig konstant.
Bei vielen Laborversuchen erfolgt ein 24-stündiger Wechsel, das heißt, dass auf eine Phase von 24 Stunden Fasten eine Phase mit 24 Stunden normaler Ernährung folgt. In der Fastenperiode wurde in den Versuchen üblicherweise auf feste Nahrung komplett verzichtet und eine Flüssigkeitsaufnahme geschah nur in der Form von Wasser. Diese Form der Ernährung wird in der angelsächsischen Fachliteratur every other day diet (EOD, „jeden zweiten Tag Diät“) oder alternate day fasting (ADF) genannt.
Beim sogenannten 5:2-Fasten werden in jeder Woche fünf normale Tage und zwei Fasten- bzw. Reduktionstage praktiziert, die in der Regel gleichmäßig über die Woche verteilt werden.
Eine weitere Version des Intervallfastens besteht darin, dass sich der Wechsel zwischen Fasten- und Nahrungsaufnahmeperioden innerhalb eines Tages vollzieht. Häufig angewandt wird die 16:8-Methode. Dabei beginnt erst nach einer 16-stündigen Nahrungskarenzzeit eine 8-stündige Phase der Nahrungsaufnahme. Unter Miteinbeziehung der Nachtruhe und dem Ausfall des Frühstücks oder des Abendessens lässt sich dieses Verfahren ohne größere Umstellungen in den Alltagsablauf integrieren, da die Ernährung nicht umgestellt werden muss. Während des Fastenblocks sind Wasser und ungesüßter Tee oder Kaffee erlaubt. Beim Tagesrhythmus-Intervallfasten werden auch Varianten mit noch längeren Nahrungsaufnahmepausen (z. B. 18:6 oder 20:4) propagiert.
Eine umstrittene Form ist die OMAD-Methode (engl. One meal a day, für ‚eine Mahlzeit am Tag‘), bei der nur eine Mahlzeit am Tag eingenommen wird. Es entspräche einem 23:1-intermittierenden Fasten.
Die verschiedenen Rhythmusvarianten sind zusätzlich dadurch variierbar, wie viel Energie an den Fastentagen aufgenommen wird, ob die an den Fastentagen eingesparte Energiezufuhr an den anderen Tagen durch Überverzehr kompensiert wird und in welchem Verhältnis die Makronährstoffe an den normalen und an den Fastentagen geplant werden.

## Studien
Es wird angenommen, dass das Ernährungsmuster des intermittierenden Fastens dem des Menschen vor Beginn von Ackerbau und Viehzucht stärker ähnelt als die Essrhythmen der Neuzeit und dass der menschliche Körper dem nach wie vor angepasst sei.
Das in Beobachtungsstudien beschriebene geringere kardiovaskuläre und metabolische Risiko beruht möglicherweise auf reverse causality: Menschen mit niedrigem Risiko wenden häufiger Intervallfasten an, aber Intervallfasten senkt nicht das Risiko. Andere Beobachtungsdaten legen das Gegenteil nahe: Intervallfasten erhöhe die Sterblichkeit, insbesondere bei Krebskranken und Herzpatienten. Methodische Limitationen können auch hier zur Fehlinterpretation beitragen. So wird in Beobachtungsstudien das Ernährungsverhalten oft nur sehr ungenau erfasst und bereits bestehende Vorerkrankungen oder andere parallel laufende Risikofaktoren nicht berücksichtigt.
Breitere klinische Erfahrungen ergeben sich aus Ländern mit vorwiegend muslimischer Bevölkerung, in der jährlich der Ramadan begangen wird. Die hierbei beobachteten metabolischen Verbesserungen bei gesunden Personen sind sehr klein und von kurzer Dauer. Andere Untersuchungen beschreiben sogar einen Anstieg des ungünstigen LDL-Cholesterins und ein Absinken des guten HDL-Cholesterins, insbesondere bei gesunden Männern. Bei übergewichtigen Menschen, die den Ramadan praktizieren, verbessert sich die Körperzusammensetzung und reduziert sich das Körpergewicht zumindest kurzzeitig.
Gezieltes intermittierendes Fasten führt beim Menschen zu ähnlichen physiologischen und metabolischen Veränderungen wie eine kontinuierliche Kalorienrestriktion. Der oft behauptete Vorteil, dass beim intermittierenden Fasten erheblich höhere Plasmakonzentrationen von Ketonkörpern nachweisbar sind, ist nur im Tiermodell oder bei speziellen Varianten des Intervallfastens (z. B. in Kombination mit ketogenem Nährstoffmuster) gezeigt. Die in Tierversuchen erzielten Ergebnisse sind ohnehin nicht ohne weiteres auf den Menschen übertragbar. So wurde in vielen Fällen die Kontrollgruppe der Versuchstiere ad libitum ernährt und hatte eingeschränkte Bewegungsmöglichkeiten, was definitiv zu ungesunder Lebensweise durch Übergewicht führt. Es ist deshalb noch weitgehend ungeklärt, ob intermittierendes Fasten bei Menschen mit einem niedrigen oder normalen Body-Mass-Index überhaupt einen positiven Effekt hat.
Die Studienlage zu übergewichtigen Menschen ohne religiösen Hintergrund zeigt kaum Vorteile für das Intervallfasten gegenüber anderen Fastenformen mit dauerhafter Kalorienreduktion. Die Gewichtsreduktion ist nicht höher als mit kontinuierlicher Kalorienbeschränkung. Auch für Blutfette, Entzündungswerte und Blutdruck ist kein Vorteil erkennbar. Allein der Nüchternblutzucker sinkt stärker als bei konventioneller Diät. Die Mehrzahl der hierzu untersuchten Studien testete allerdings auch kein reines Intervallfasten, sondern Kombinationsdiäten aus Intervallfasten und zusätzlicher Veränderung der Mahlzeitenhäufigkeit und der Nahrungszusammensetzung. Vorteile bei bestimmten Zielparametern können demnach auch ihre Ursache in geringerer Kohlenhydratzufuhr haben, wenn diese zusätzlich zum Intervallfasten eingesetzt wird.
Forscher schätzen den Nutzen des Intervallfastens auch deshalb als möglicherweise gering ein, weil die meisten Personen dieses Ernährungsmuster nicht lange beibehalten. Viele Pilotstudien untersuchen nur einen Zeitraum von drei bis sechs Monaten bei dieser Diät; für eine Aussage darüber, ob Intervallfasten einen langfristigen Effekt auf Gewichtsreduzierung hat, sind sie ungeeignet, da u. a. nach diesen Zeiträumen bereits viele Teilnehmer die Diät abgebrochen haben.
Es gibt daher derzeit im Gegensatz zum Tiermodell keinen wissenschaftlichen Beweis dafür, dass eine dauerhafte Kalorienrestriktion an sich – bei adäquater qualitativer Ernährung des Menschen – im Vergleich zu einem schlanken Erwachsenen einer Kontrollgruppe zu einer Verlängerung der Lebenserwartung führt. Ein Review von 2024 kommt zu dem Schluss, dass aufgrund der unzureichenden Datenlage keine Ernährungsempfehlungen für diese Art der Diät herausgegeben werden können.

## Geschichtliches
Die Ergebnisse der ersten kontrollierten Tierversuche zum intermittierenden Fasten wurden 1934 veröffentlicht. Als Versuchstiere dienten Mäuse. Das intermittierende Fasten war auf zwei Tage pro Woche beschränkt. Die beobachtete Lebensverlängerung wurde von den Autoren allerdings als nicht signifikant gewertet. Die intermittierend ernährten Männchen wurden im Mittel 745 Tage alt, die Weibchen 819. In der Kontrollgruppe waren es 712 beziehungsweise 773 Tage. Bereits 1887 wurden von dem russischen Arzt von Seeland Versuche an Hühnern durchgeführt. Über die Auswirkungen auf die Lebensdauer machte er jedoch keine Aussagen. Sergius Morgulis, Professor für Biochemie an der University of Nebraska, führte 1913 Versuche mit intermittierendem Fasten bei Salamandern durch. Doch auch hier lag das Forschungsinteresse nicht auf den Auswirkungen auf die Lebenserwartung, sondern im Wesentlichen auf den Auswirkungen auf das Wachstum der Tiere.
Anton J. Carlson und Frederick Hoelzel von der University of Chicago fanden 1945 bei Ratten, die intermittierend ernährt wurden, sowohl eine Verlängerung der Lebensspanne als auch eine reduzierte Tumorrate. Das optimale Fastenintervall bestimmten sie zu einem Tag Fasten in drei Tagen. Die mittlere Lebensdauer der Tiere erhöhte sich dabei um 15 % bei den Weibchen und um 20 % bei den Männchen.

## Weiteres
Das National Institute on Aging der Vereinigten Staaten sieht zwar die Erfolge bei der Gewichtsabnahme in mehreren Studien zu fettleibigen oder übergewichtigen Personen, empfiehlt jedoch, um im Alter gesund zu bleiben, andere Maßnahmen als intermittierendes Fasten aufgrund fehlender Langzeitstudien.